# Sociedad de Arquitectos del Uruguay
La Sociedad de Arquitectos del Uruguay (SAU) es el gremio de los arquitectos uruguayos desde su fundación el 22 de mayo de 1914. Cuenta con personería jurídica otorgada por el Poder Ejecutivo el 24 de junio de 1921.
Constituye un espacio formal para el intercambio, debate y resolución de los diversos aspectos que definen el rol del arquitecto y las problemáticas que plantea el ejercicio profesional como individuo, como profesional universitario y ciudadano.
Cuenta con más de 2300 socios. Su estructura de trabajo conforma un organigrama que incluye autoridades nacionales, comisiones delegadas departamentales, comisiones asesoras, programas y secretarías.
Es miembro de la Unión Internacional de Arquitectos (UIA), Federación Panamericana de Asociaciones de Arquitectos (FPAA), Consejo Iberoamericano de Asociaciones Nacionales de Arquitectos (CIANA) y Agrupación Universitaria del Uruguay (AUDU).